# Gerard Hallock
Gerard „Buzz ”Hallock, III. (Pottstown, Pennsylvania, 1905. június 4. –  Essex, Connecticut, 1996. május 26.) olimpiai ezüstérmes amerikai           jégkorongozó, katona, bankár.
A Princetoni Egyetemen kezdett jégkorongozni. 1926-ban diplomázott. Az 1932. évi téli olimpiai játékokon, a jégkorongtornán, Lake Placidban, játszott a amerikai jégkorong-válogatottban. Csak négy csapat indult. Oda-visszavágós rendszer volt. A kanadaiaktól kikaptak 2–1-re, majd 2–2-es döntetlent játszottak. A németeket 7–0-ra és 8–0-ra győzték le, végül a lengyeleket 5–0-ra és 4–1-re verték. Ez az olimpia világbajnokságnak is számított, így világbajnoki ezüstérmesek is lettek. Csak a németek ellen 8–0-ra megnyert mérkőzésen játszott és nem ütött gólt.
Szolgált a második világháborúban. Hadnagyként szerelt fel és őrnagyként szerelt le. A háború után bankár lett.